# O Que a Bíblia Realmente Ensina?
O Que a Bíblia Realmente Ensina? (What Does the Bible Really Teach?) é um livro lançado em 2005 e publicado em inglês e também em várias outras línguas incluindo o português. Foi publicado pela Sociedade Torre de Vigia de Bíblias e Tratados da Pensilvânia. O lançamento ocorreu na conclusão do discurso com o mesmo tema do título do livro, proferido durante o programa de sábado, nos Congressos de Distrito das Testemunhas de Jeová "Obediência a Deus", realizados em vários países durante 2005 e 2006.

## Objetivo
De 1946 a 1968, as Testemunhas de Jeová usavam o livro Seja Deus Verdadeiro, publicado pela Sociedade Torre de Vigia, como principal instrumento dos seus cursos bíblicos domiciliares gratuitos, tendo sido publicados uns 19.250.000 exemplares em 54 línguas. Este manual veio a ser substituído pelo livro A Verdade Que Conduz à Vida Eterna que, segundo era mencionado na sua segunda página, era "dedicado ao Deus que é clemente com todos os que buscam Sua verdade vivificadora". Esta publicação alcançou a notável tiragem de mais de 107 milhões de exemplares em 117 idiomas. Em 1982 (em português, em 1983), o livro Poderá Viver Para Sempre no Paraíso na Terra tornou-se o principal compêndio usado pelas Testemunhas de Jeová ao dirigirem estudos bíblicos, sendo posteriormente substituído pelo livro Conhecimento que Conduz à Vida Eterna.
Durante os Congressos realizados no verão de 2005/2006, consoante os hemisférios, foi lançado um novo manual para ser usado pelas Testemunhas ao realizarem o seu trabalho de evangelização voluntária. Visto que oferecem ao público a possibilidade de estudarem a Bíblia gratuitamente, nas casas dos interessados ou em qualquer outro local que seja oportuno, o livro O Que a Bíblia Realmente Ensina? foi concebido como manual prático para esse efeito. Esse objetivo é mencionado pelos editores na página 7, com as palavras:
"O fato de estar lendo este livro mostra que você quer saber o que a Bíblia ensina. O livro vai ajudá-lo. Note que, ao pé da página, há perguntas relacionadas aos parágrafos. Milhões de pessoas que estudam a Bíblia com as Testemunhas de Jeová gostam do método de perguntas e respostas. Esperamos que você também goste, e que receba as bênçãos de Deus à medida que sentir a emoção e a alegria de aprender o que a Bíblia realmente ensina!"

## Conteúdo

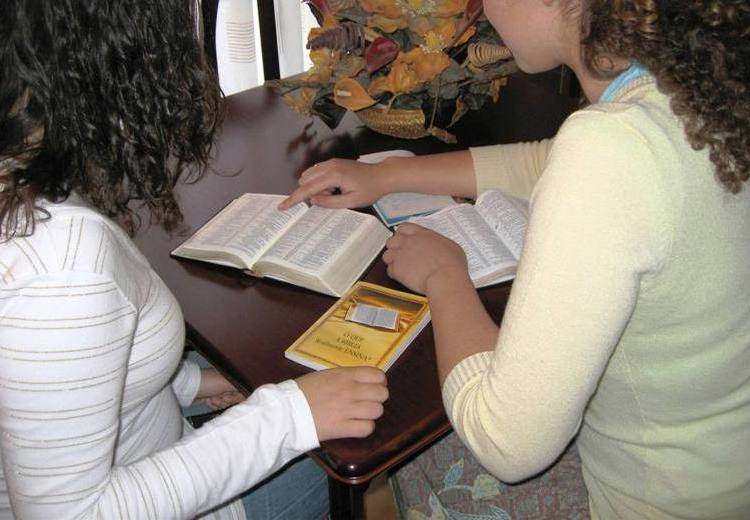
Estudo domiciliar gratuito da Bíblia com a ajuda do livro "O Que a Bíblia Realmente Ensina?"

Ao longo de 193 páginas, o livro aborda num estilo simples e muito direto diversos assuntos contidos na Palavra de Deus. São analisados centenas de versículos bíblicos, incluindo várias ilustrações, tanto escritas como em forma de gravuras ou fotografias. Os parágrafos em cada capítulo estão numerados e para cada um deles existe uma ou mais perguntas, em rodapé, cujas respostas podem ser encontradas no texto. Estas perguntas são usadas por quem dirige ou conduz o estudo ou curso bíblico, permitindo a resposta do estudante. São ainda usadas perguntas tanto no início dos capítulos como em quadros de recapitulação no final de cada um. Os 19 capítulos abordam os seguintes assuntos:
1. Qual é a verdade sobre Deus?
2. A Bíblia — um livro de Deus
3. Qual é o propósito de Deus para a Terra?
4. Quem é Jesus Cristo?
5. O resgate — a maior dádiva de Deus
6. Onde estão os mortos?
7. Esperança segura para seus entes queridos falecidos
8. O que é o Reino de Deus?
9. Estamos vivendo nos "últimos dias"?
10. Criaturas espirituais — como nos afetam?
11. Por que Deus permite o sofrimento?
12. Como viver de um modo que agrade a Deus
13. O conceito de Deus sobre a vida
14. Como ter uma vida familiar feliz
15. A adoração que Deus aprova
16. Tome sua posição em favor da adoração verdadeira
17. Achegue-se a Deus em oração
18. O batismo e a relação da pessoa com Deus
19. Permaneça no amor de Deus

Após o corpo principal do livro, existem ainda cerca de trinta páginas contendo um apêndice que possibilita considerar com detalhe 14 outros assuntos caso o estudante requeira informações adicionais. Esses temas são os seguintes:
- O nome divino — seu uso e significado
- Como a profecia de Daniel predisse a chegada do Messias
- Jesus Cristo — o Messias prometido
- A verdade a respeito do Pai, do Filho e do espírito santo
- Por que os cristãos verdadeiros não usam a cruz na adoração
- A Refeição Noturna do Senhor — uma celebração que honra a Deus
- "Alma" e "espírito" — o que esses termos realmente significam?
- O que é o Seol ou Hades?
- Dia do Julgamento — o que é?
- 1914 — um ano significativo na profecia bíblica
- Quem é o arcanjo Miguel?
- O que é "Babilônia, a Grande"
- Jesus nasceu em dezembro?
- Devemos comemorar feriados ou dias santificados?

O manual contém assim um total de 224 páginas num formato de livro de bolso e com capa flexível.

## Tiragem
Segundo o Anuário das Testemunhas de Jeová de 2009, e reportando-se ao período até agosto de 2008, ou seja cerca de três anos após o seu lançamento, o livro O Que a Bíblia Realmente Ensina já havia alcançado uma tiragem de 100 milhões de exemplares em 189 idiomas, sem contar as 10 edições em braille. Segundo os últimos dados disponíveis, foram já distribuídos mais de 130 milhões de exemplares em 220 idiomas. Esta tiragem é realmente notável lançando-o para a lista dos livros mais distribuídos do mundo, antevendo-se que, neste aspecto, ultrapassará facilmente todos os outros livros já publicados pelas Testemunhas de Jeová. O livro é oferecido gratuitamente a todos os interessados, tanto no trabalho de pregação ou evangelização pública das Testemunhas, como nos balcões de literatura dos seus Salões do Reino. Os custos de produção e distribuição deste e de outras publicações são suportadas por donativos voluntários e anónimos das próprias Testemunhas ou das pessoas interessadas que elas contatam. Desde 2005, já foram impressas mais de 214 milhões de cópias em mais de 240 idiomas.